# Pentti Eskola
Pentti Eelis Eskola (1883-1964) fue un geólogo finés que desarrollo el concepto de las facies metamórficas. Ganó la Medalla de Wollaston en 1958, y al morir se le concedió un funeral de estado.